# Евтушенков, Владимир Петрович
Влади́мир Петро́вич Евтуше́нков (род. 25 сентября 1948, Каменщина, Смоленская область) — российский предприниматель, основатель и владелец 49,2 % акций АФК «Система».
Занял 51 место в рейтинге российских миллиардеров по версии журнала «Forbes» на 2022 год. Состояние оценивалось в $1,7 млрд.
В связи с российским вторжением на Украину находится под санкциями Великобритании, Австралии, Чехии, Украины и Новой Зеландии.

## Биография
Родился 25 сентября 1948 года в деревне Каменщина (Смоленская область). Бывший член КПСС.
Член бюро правления Российского союза промышленников и предпринимателей (РСПП) с 2000 года. С 2001 года возглавлял Комитет по промышленной политике РСПП, с февраля 2021 года — сопредседатель объединённого Комитета РСПП по промышленной политике и техническому регулированию. Также входил в правление Торгово-промышленной палаты России (ТПП РФ) с 2002 года и возглавлял Комитет ТПП по научно-техническим инновациям и высоким технологиям (по состоянию на 2007 год). В списках членов правления ТПП за 2016 и 2021 года не значится. На 2022 год — председатель российской части Российско-Саудовского делового совета и член Координационного совета Российско-Арабского делового совета (РАДС), созданного ТПП РФ в 2003 году.
В марте 2004 года избран председателем попечительского совета Фонда развития ГРМ «Друзья Русского музея». В сентябре 2009 года стал почётным консулом Люксембурга в Екатеринбурге и Хабаровске.
Имеет три виллы на Лазурном побережье и два дома в центре Лондона.
Член Национального совета по корпоративному управлению.
В 2023 году Cosmos Hotel Group, принадлежащая Евтушенкову, приобрела за €200 млн у Wenaas (Норвегия) гостиницы Park Inn в России. По итогам сделки Cosmos Hotel Group получила шесть отелей в Санкт-Петербурге, два в Москве, по одному в Мурманске и Екатеринбурге. Общая площадь гостиниц — 264,1 тыс. кв. м.

### Образование и научная деятельность
В 1973 году окончил инженерный химико-технологический факультет МХТИ имени Д. И. Менделеева, в 1980 году — экономический факультет МГУ.
В 1986 году защитил кандидатскую диссертацию по экономике в Московском институте управления имени Серго Орджоникидзе на тему «Организационное и экономическое совершенствование подготовки производства изделий из пластмасс».
В 2001 году, по данным СМИ, защитил докторскую диссертацию по экономике, однако её текст, вопреки правилам, в РГБ найден не был, что ставит под сомнение этот факт.
Евтушенков является автором и соавтором ряда книг и статей по экономике, в том числе:
1. Современная национальная промышленная политика России. Региональный аспект Текст.: Сборник материалов / В. П. Евтушенков М.:ИКЦ «Академкнига», 2004.
2. Потенциал промышленной политики / В. П. Евтушенков. — М.: Академкнига, 2009.
3. 2012 Новая промышленная политика: эскиз дорожной карты. Евтушенков В. П., Рудашевский В. Д. в журнале Экономические стратегии, издательство Ин-т экон. стратегий (ИНЭС) (М.), № 5.
4. Взаимодействие бизнеса и власти в современной России. Промышленная политика / В. П. Евтушенков, Д. А. Пумпянский, М. Н. Глухова [и др.]; под редакцией А. Н. Шохина. — Москва: Российский союз промышленников и предпринимателей, 2021. — 182 с.; ISBN 978-5-6047340-2-5.
5. Промышленное развитие и политика: системный взгляд / В. П. Евтушенков; Российский союз промышленников и предпринимателей, Комитет по промышленной политике. — Москва: Интеграция: образование и наука, 2022. — 315 с.; ISBN 978-5-904914-45-5: 300 экз.

### Бизнес и карьера
В 1975—1982 годах работал начальником цеха, заместителем директора, главным инженером Карачаровского завода пластмасс.
С 1982 по 1987 год — главный инженер, первый заместитель генерального директора НПО «Полимербыт».
В 1987 году назначен начальником Технического управления, в 1988 году — начальником Главного управления по науке и технике Мосгорисполкома.
В 1990 году — назначен председателем Московского городского комитета по науке и технике.
В 1993 году с группой единомышленников создал Акционерную финансовую корпорацию «Система», где занимал должность Председателя Совета директоров до апреля 2022 года. В АФК вошли, учрежденные Московским комитетом по науке и технике предприятия. На 2021 год АФК "Система" являлась крупным частным инвестором в реальный сектор экономики России. В число создателей холдинга наряду с Евтушенковым входят другие крупные предприниматели, такие как Евгений Новицкий.
В 2014 году в отношении Владимира Евтушенкова завели уголовное дело, связанное с «Делом Башнефти». В 2016 году Следственный комитет прекратил уголовное преследование, так как СКР не нашёл в действиях Евтушенкова состава преступления.
15 апреля 2022 года, из-за введённых санкций, Евтушенков передал 10 % акций сыну Феликсу Евтушенкову и перестал быть контролирующим акционером (доля Владимира Евтушенкова снизилась до 49,2 %, доля Феликса Евтушенкова увеличилась до 15,2 %), также он вышел из совета директоров «АФК Система», исполняющим обязанности главы СД стала Анна Белова.
1 сентября 2022 года Высший антикоррупционный суд Украины конфисковал у Владимира Евтушенкова активы, доказав что он поддерживал нападение на Украину. Конфискованные активы состоят из 17 объектов недвижимости, в основном промышленных помещений в Запорожской области общей площадью около 100.000 м².. Кроме этого антикоррупционное ведомство конфисковало 42,09 % в ООО «Электрозавод-ВИТ» (Запорожье), 59,2 % в ООО «ИТМ-Украина» (Киев), 59,2 % в ООО «Смарт Диджитал Солюшнс» (Киев), 42,09 % в «ЗТЗ-Сервис» (Запорожье), 34,21 % в АО «Украинский научно-исследовательский проектно-конструкторский и технологический институт трансформаторостроения» (Запорожье). При этом Владимир Евтушенков заявил, что не знает, какие принадлежащие ему активы могли быть конфискованы на Украине, поскольку их у него там нет.

## Общественная деятельность
В 2016 входил в Попечительский совет БФ «Система».

## Санкции
13 апреля 2022 года, на фоне вторжения России на Украину, как известный российский бизнесмен и олигарх, Евтушенков внесён в санкционный список Великобритании так как он "участвует в получении выгоды от правительства России или в оказании ему поддержки в силу того, что он является владельцем АФК «Система». Власти страны утверждают что «чистое состояние Евтушенкова оценивается в 2,5 млрд фунтов стерлингов». Также под санкции Великобритании попали близкие родственники предпринимателя: сын и дочь Евтушенкова — Феликс и Татьяна, а также супруга Наталья Евтушенкова.
24 мая 2022 года внесён в санкционный список Украины, СНБО отмечает что Евтушенков владеет АФК «Система», в которую входит компания РТИ Системы которая разрабатывает различные системы вооружения для ВС РФ. По аналогичным основаниям находится под санкциями Чехии, Австралии и Новой Зеландии, Ранее Евтушенков был внесён ФБК в список коррупционеров и разжигателей войны с предложением введения против него международных санкций так как он «финансировал агрессивную войну России против Украины или управлял финансами в интересах путинского режима».
В 2023 году, в связи с причастностью к войне против Украины (АФК «Система» контролирует производителя беспилотников и спецсвязи для российских военных, разработчика оборудования и программного обеспечения для оборонной промышленности группу «Кронштадт»), Чехия включила в санкционный список Владимира и Феликса Евтушенковых. 30 июля 2023 года власти Чехии заблокировали счета и имущество Евтушенкова на сумму 4,6 млн долларов, в том числе пятизвёздочный отель Savoy Westend в Карловых Варах.
24 февраля 2025 года внесён в санкционный список ЕС.
3 июня 2025 года внесён в санкционный список Канады лиц, которые по данным «Фонда борьбы с коррупцией», поддерживали нападение на Украину, либо извлекали выгоду от войны.

## Награды и премии
- Премия Ленинского комсомола (1980) — за разработку и внедрение в промышленности переработки пластмасс высокотехнологического процесса литья под давлением термопластов с применением низкотемпературных термостатов-холодильников
- Орден Почёта (6 октября 1997) — за большой вклад в укрепление экономики, развитие социальной сферы и в связи с 850-летием основания Москвы[64]
- Благодарность Президента Российской Федерации (22 ноября 2003) — за большой вклад в развитие инвестиционно-строительного комплекса города Москвы
- Победитель IV Национальной премии «Директор года» (2009) в номинации «Председатель совета директоров: вклад в развитие корпоративного управления»[65];
- Меценат года — 2017 за реализацию долгосрочной программы поддержки Русского музея[66];
- Командор Ордена Дубовой короны за активное и многолетнее участие в развитии прочных экономических и культурных связей между Люксембургом и Российской Федерацией[67].
- Медаль «За заслуги перед Республикой Карелия» (8 июня 2020) — за заслуги перед Республикой Карелия и её жителями, большой вклад в социально-экономическое развитие республики и активную работу в составе Государственной комиссии по подготовке к празднованию 100-летия образования Республикой Карелия[68]

## Конфликты
Георгий Васильев неоднократно утверждал в СМИ, что Владимир Евтушенков причастен к бандитскому нападению на него и на Дмитрия Зимина с целью принудить продать акции «Вымпелкома» в 1995 году.

## Личная жизнь
Женат на Наталье Николаевне Евтушенковой, сестре Елены Батуриной .
У Владимира Евтушенкова двое детей:
- Сын Феликс (род. 1978) — российский предприниматель, старший управляющий партнёр АФК «Система»[73], владелец 15,2 % акций компании[31][74]. С 2019 года — председатель Совета директоров ПАО «МТС»[75]. В апреле 2023 года Феликс Евтушенков вышел из Совета директоров МТС.[76]
- Дочь Татьяна Евтушенкова (род. 1976). Татьяна в возрасте 26 лет была «приглашена в ОАО МТС на должность вице-президента по инвестициям и ценным бумагам», позднее входила в совет директоров МТС. На 2008 год — советник президента ПАО «Сбербанк России»[77][78]. На 2015 год руководила инвестиционным фондом «Redline Capital»[79].